# Peteroma carilla
Peteroma carilla är en fjärilsart som beskrevs av William Schaus 1901. Peteroma carilla ingår i släktet Peteroma och familjen nattflyn. Inga underarter finns listade i Catalogue of Life.